# Liste von Malern/E
Die folgende Liste führt möglichst umfassend Maler aller Epochen auf.
Die Liste ist soweit vorhanden alphabetisch nach Nachnamen geordnet.

## Ea… bis Ec…
Eakins, Thomas (1844–1916), USA
Earl, Ralph (1751–1801), USA
East, Alfred (1849–1913),  England
Eastlake, Charles Lock (1793–1865), England
Ebel, Michael (* 1970), Deutschland
Eberhard, Konrad (1768–1859), Deutschland
Eberhardt, Otto (1930–2019), Deutschland
Eberhardt, Valentina Susanne (* 1993), Österreich
Eberle, Adolf (1843–1914), Deutschland
Eberle, Robert (1815–1860), Deutschland
Ebers, Emil (1807–1884), Deutschland
Ebers, Hans (1924–1970), Deutschland
Ebersbach, Hartwig (* 1940), Deutschland
Ebert, Albert (1906–1976), Deutschland
Ebert, Helmut (* 1932)
Eberz, Josef (1880–1942), Deutschland
Eble, Theo (1899–1974), Schweiz
Ebner, Franz Anton (um 1698–1756)
Ennöther, Josef (* 1937), Schweiz
Echter, Michael (1812–1879), Deutschland
Echtler, Adolf (1843–1914), Deutschland
Eckenbrecher, Themistokles von (1842–1921), Deutschland
Eckener, Alexander (1870–1944), Deutschland
Eckersberg, Christoffer Wilhelm (1783–1853)
Eckersberg, Johan Fredrik (1822–1870), Norwegen
Eckert, Eugen (1911–1998), Deutschland
Eckl, Vilma (1893–?), Österreich
Eckmann, Otto (1865–1902), Deutschland
Eckstein, Eugen (1902–1967), Deutschland
Eckstein, Franz Gregor Ignaz (um 1689–1741), Österreich

## Ed… bis Ek…
Eddy, Don (* 1944), USA
Edel, Edmund (1863–1934), Deutschland
Edelfelt, Albert (1854–1905), Finnland
Eder, Martin (* 1968), Deutschland
Edlinger, Johann Georg (1741–1819), Österreich
Edwards, Sydenham Teast (1768–1819)
Edzard, Dietz (1893–1963), Deutschland
Eeckhout, Albert (um 1607-um 1665), Niederlande
Eeckhout, Gerbrand van den (1621–1674), Niederlande
Eeckhout, Jakob Josef (1793–1861), Belgien
Eertvelt, Andries van (1590–1652), Niederlande
Egedius, Halfdan (1877–1899), Norwegen
Egg, Augustus (1816–1863)
Eggeling, Viking (1880–1925), Schweden
Egger-Lienz, Albin (1868–1926), Oesterreich
Eggers, Carsten (1958–2021), Deutschland
Eggers, Johann Karl (1787–1863), Deutschland
Eggli von Schaffhausen, Jakob (1812–1880)
Egner, Marie (1850–1940), Österreich
Egry, József (1883–1951), Ungarn
Ehmsen, Heinrich (1886–1964), Deutschland
Ehren, Julius von (1864–1944), Deutschland
Ehrenstrahl, Anna Maria (1666–1729), Schweden
Ehrenstrahl, David Klöcker von (1629–1698), Schweden
Ehrentraut, Julius (1841–1923), Deutschland
Ehrhardt, Adolf (1813–1899), Deutschland
Ehrich, Heinrich (1825–1909), Deutschland
Ehrich, Otto (1897–1988), Deutschland
Ehrlich, Franz (1907–1984), Deutschland
Ehrlich, Georg (1897–1966), Österreich
Ehrmann, François Emile (1833–1910), Frankreich
Eichbaum, Gisela (1920–1996), Deutschland, Brasilien
Eichelmann, Rolf (* 1940), Deutschland
Eichmann, Hans (1888–1987), Deutschland
Eichler, Reinhold Max (1872–1947), Deutschland
Eicken, Elisabeth von (1862–1940), Deutschland
Eicken, Paul in den (1945–2013), Deutschland, Spanien
Eickmeier, Peter Paul (1890–1962)
Eidam, Wilhelm (1908–1993), Deutschland
Eidt, Johannes (* 1936), Deutschland
Eiebakke, August (1867–1938)
Eifler, Karl (1896–1974), Deutschlands
Eilshemius, Louis Michel (1864–1941)
Eisen, Charles (1720–1778)
Eisengräber, Felix (1874–1940), Deutschland
Eisenhut, Ferenc (1857–1903), Ungarn
Eisenmenger, August (1830–1907), Österreich
Eismann, Johann Anton (1604–1698)
Eisner, Ib (1925–2003), Dänemark
Eitel, Tim (* 1971), Deutschland
Eitner, Ernst (1867–1955), Hamburg, Deutschland
Eitoku, Kano (1543–1590), Japan
Ék, Sándor (1902–1975), Ungarn
Ekhard, Godwin (1932–1995)
Ekvall, Knut (1843–1912), Schweden

## El… bis En…
Eliasberg, Paul (1907–1983)
Elinga, Pieter Janssens (1632–1682)
Elk, Ger van (1941–2014), Niederlande
Elle, Ferdinand (um 1580–um 1637), Frankreich
Elle, Louis gen. Ferdinand l'âiné (1612–1689), Frankreich
Elle, Louis gen. Ferdinand fils (1648–1717), Frankreich
Elle, Pierre gen. Ferdinand (1617–1665), Frankreich
Ellenrieder, Marie (1791–1863), Deutschland
Elliger der Jüngere, Ottmar (1666–1732), Deutschland
Elliger der Ältere, Ottmar (1633–1679)
Ellsworth, James Sanford (1802–1874), USA
Elmore, Alfred (1815–1881)
Elmholt, Ritha (* 1947)
Elsasser, Friedrich August (1810–1845), Deutschland
Elsheimer, Adam (1578–1610), Deutschland
Elsholtz, Ludwig (1805–1850), Deutschland
Embde, August von der (1780–1862), Deutschland
Emelé, Wilhelm (1830–1905), Deutschland
Emetrius (10. Jh.), Meister der Schule von Távara, Spanien
Emin, Tracey (* 1963), England
Emmerik, Govert van (1808–1882), Niederlande
Emminger, Eberhard (1808–1885), Deutschland
Encke, Fedor (1851–1926), Deutschland
Enckell, Knut Magnus (1870–1925)
Ende (10. Jh.), Meisterin der Schule von Távara, Spanien
Ende, Edgar (1901–1965), Deutschland
Ende, Felix von (1856–1929), Deutschland
Ende, Hans am (1864–1918)
Ender, Boris (1893–1960)
Ender, Eduard (1822–1883)
Ender, Johann (1793–1854), Österreich
Ender, Maria (1897–1942)
Ender, Thomas (1793–1875), Österreich
Enderle, Johann Baptist (1725–1798), Deutschland
Engel, Heinrich (1900–1988), Deutschland
Engel, Otto Heinrich (1866–1949), Deutschland
Engelbrechtsen, Cornelis (1468–1533), Niederlande
Engelhardt, Michael, (* 1952), Deutschland
Engelman, Martin (1924–1992), Niederlande
Engert, Eduard (1818–1897), Österreich
Engert, Erasmus (1796–1871), Österreich
Engel, Carl Ludwig (1778–1840)
Engert, Ernst Moritz (1892–1986)
Engström, Per Leander (1886–1927)
Enhuber, Karl von (1811–1867)
Ensor, James (1860–1949), Belgien

## Ep… bis Es…
Epple, Bruno (1931–2023), Deutschland
Epstein, Elisabeth (1879–1956), Russland
Epstein, Jehudo (1870–1945)
Erbach, Alois (1888–1972)
Erbe-Vogel, Hermann (1907–1976)
Erben, Ulrich (* 1940), Deutschland
Erbslöh, Adolf (1881–1947), Deutschland
Erdle, Anno (um 1919–1984), Deutschland
Erdle, Artur (1889–1961), Deutschland
Erdmann, Barbara (1929–2019), Deutschland
Erdmann, Ludwig, Deutschland
Erdmann, Moritz, Deutschland
Erdmann, Otto, Deutschland
Erhard, Johann Christoph (1795–1822), Deutschland
Erixson, Sven Leonhard (1899–1970)
Erler, Erich (Erler-Samaden) (1870–1946), Deutschland
Erler, Fritz (1868–1940), Deutschland
Ermeltraut, Franz Anton (1717–1767)
Ernest, John (1922–1994), USA
Erni, Hans (1909–2015), Schweiz
Ernst, Helen (1904–1948), Deutschland
Ernst, Jimmy (1920–1984)
Ernst, Max (1891–1976), Deutschland
Errard, Charles (1606–1689)
Erri, Agnolo degli (um 1440–1482), Italien
Erri, Bartolomeo degli (um 1432–1482), Italien
Errico, Teodoro d’, eigtl. Dirck Hendricksz (1542/44–1618), Niederlande (Neapel)
Erró (* 1932), Island
Es, Jacob van (um 1596–1666), Niederlande
Escalante, Juan Antonio de Frías y (1633–1669), Spanien
Esch, Mathilde (1820– ?), Deutschland
Eschenburg, Marianne von (1856–1937), Österreich
Escher, Maurits Cornelis (1898–1972), Niederlande
Escher, Rolf (* 1936), Deutschland
Eschke, Hermann (1823–1900), Deutschland
Eschke, Oscar (1851–1892), Deutschland
Eschke, Richard (1859–1944), Deutschland
Escobar, Maria Sol „Marisol“ (1930–2016), USA
Espinosa, Jerónimo Jacinto (1600–1667), Spanien (Valencia)
Espinosa, Juan de (dokumentiert von 1619–1659), Spanien
Espinosa, Juan Bautista de (um 1585–ca. 1641), Spanien
Esquivel, Antonio María (1806–1857)
Esquivel, Carlos Maria (um 1830–1867)
Estense, Baldassare (1432/42–1504/06), Italien
Esterl, Felix (1894–1931), Österreich
Estes, Richard (* 1932), USA
Estève, Maurice (1904–2001), Frankreich
Estévez García, Ernesto (* 1967), Kuba

## Et… bis Ey…
Étex, Antoine (1808–1888), Frankreich
Ettlinger, Stefan (* 1958), Deutschland
Etty, William (1787–1849), England
Eugen, Prinz von Schweden (1865–1947), Schweden
Eulenstein, Karl (1892–1981), Deutschland
Euler, Hermann (1900–1970), Deutschland
Evans, John (* 1932)
Evans, Merlyn (1910–1973), England
Evenepoel, Henri-Jacques-Édouard (1872–1899)
Everdingen, Allart van (1621–1675), Niederlande
Evergood, Philip (1901–1973)
Everts, Anneliese (1908–1967), Deutschland
Evola, Giulio (1898–1974)
Ewald, Clara (1859–1948)
Ewald, Ernst (1836–1904), Deutschland
Ewald, Reinhold (1890–1974), Deutschland
Ewerbeck, August (1875–1961)
Eworth, Hans (um 1520 bis nach 1574)
Exner, Julius (1825–1910), Dänemark
Exter, Alexandra (1882–1949), Russland
Exter, Julius (1863–1939), Deutschland
Eybel, Adolf (1808–1882), Deutschland
Eybelwieser, Johann Jacob (um 1667–1744)
Eybl, Franz (1806–1880), Österreich
Eyck, Hubert van (um 1370–1426)
Eyck, Jan van (um 1390–1441)
Eysen, Louis (1843–1899), Deutschland